# Курьянов, Антон Алексеевич
Анто́н Алексеевич Курья́нов (род. 11 марта 1983, Усть-Каменогорск) — российский хоккеист, центральный нападающий. Заслуженный мастер спорта России (2009). Тренер.

## Биография
Родился 11 марта 1983 года в городе Усть-Каменогорске Восточно-Казахстанской области Казахской ССР, ныне Казахстан.
Воспитанник школы «Торпедо» (Усть-Каменогорск) и ДЮСШ «Авангард» (Омск). Вместе с группой 1983 года рождения и тренером С. Р. Герсонским переехал из Усть-Каменогорска в Омск в 1995 году. Выступал за «Омские ястребы» («Авангард»-ВДВ, Омск, 1999—2001, 2003, 2004), «Мостовик» (Курган, 2002), «Сибирь» (Новосибирск, 2003), «Авангард» (Омск, 2003—2013), «Трактор» (Челябинск, 2013). В сезоне 2013/14, сыграв в составе «Трактора» 13 матчей, попал в драфт отказов, после чего вновь вернулся в «Авангард», заключив контракт до конца сезона. 28 апреля 2014 года продлил контракт с «Авангардом» ещё на два года.
12 ноября 2015 года сыграл 300-й матч в регулярных чемпионатах Континентальной хоккейной лиги. В них забросил 64 шайбы, сделал 90 передач, набрал 126 минут штрафа и показатель полезности «+24». В большинстве отличился 26 раз, в меньшинстве — 1. Сделал 471 бросок по воротам, забросил 15 победных шайб и один решающий буллит.
В сезонах 2003—2016 провёл за «Авангард» 647 игр.
В высшем российском дивизионе провёл 664 матча, забросил 150 шайб, сделал 186 передач, набрал 282 минуты штрафа и показатель полезности «+57».
Всего за карьеру в различных лигах сыграл 807 матчей, забросил 218 шайб, сделал 255 передач, набрал 344 минуты штрафа.
С июля 2018 года по 14 мая 2021 года — тренер по развитию игроков «Авангарда». С 15 мая 2021 года — ответственный за нападение и большинство. 28 апреля 2023 года назначен генеральным менеджером «Авангарда».
В октябре 2024 года сложил с себя полномочия генерального менеджера, продолжая оставаться тренером «Авангарда».
3 декабря 2024 года «Авангард» объявил о расторжении контракта с Курьяновым по взаимному соглашению сторон, 9 декабря Курьянов  приступил к работе в тренерском штабе ХК «Локомотив» .

## Статистика
| Легенда | Легенда                    | Легенда | Легенда                   | Легенда | Легенда    |
| ------- | -------------------------- | ------- | ------------------------- | ------- | ---------- |
| И       | Количество проведённых игр | Штр     | Штрафное время            | +/−     | Плюс-минус |
| Г       | Голы                       | П       | Голевые передачи          | О       | Очки       |
| -       | Статистика неизвестна      | —       | Статистика не учитывалась |         |            |

### Клубная карьера
- a В этом сезоне в «Плей-офф» учитывается статистика игрока в Кубке Надежды.

## Достижения

### В «Авангарде»
- Чемпион России 2004
- Серебряный призёр чемпионата России 2006
- Бронзовый призёр чемпионата России 2007
- Обладатель Кубка европейских чемпионов 2005
- Серебряный призёр континентального кубка 2007
- Обладатель Кубка Континента 2011
- Серебряный призёр чемпионата КХЛ 2011—2012

### В сборной России
- Победитель Кубка Росно 2004/2005, 2005/2006
- Победитель Кубка Ческе Пойиштовны 2006/07
- Победитель Кубка Карьяла 2006/07 и 2007/08
- Победитель Кубка Первого канала 2007/08
- Победитель турнира Шведские хоккейные игры 2007/08
- Чемпион мира 2009

### В качестве тренера
- Обладатель Кубка Гагарина 2025 в составе "Локомотива"

## Награды
- Благодарность Президента Российской Федерации (30 июня 2009) — за большой вклад в победу национальной сборной команды России по хоккею на чемпионате мира в 2009 году[8]

## Семья
По состоянию на 2016 год — жена Евгения, сын Артём, дочь.